# Реститута Африканская
Реститута Африканская, также (сокращённо) Реститута (Restituta; умерла в 255 г., по др. сведениям в 304 г., Карфаген) — дева, мученица Карфагенская. Святая Католической церкви. Дата канонизации неизвестна, день памяти — 17 мая.
Святая Реститута Африканская была казнена в Карфагене в 255 году при императоре Валериане или, по другим сведениям, в 304 году при императоре Диоклетиане. Святые мощи девы Реституты, по преданию перенесённые из Карфагена в Неаполь Гаудиозом Африканским, ныне пребывают в кафедральном соборе Неаполя.

## Церковь святой Реституты в Неаполе
Палеохристианский храм VI века находился на том месте, где сейчас находится Неаполитанский кафедральный собор. Базилика св. Реституты (итал. Basilica di Santa Restituta) стала составляющей собора при его постройке в XIII веке. Она представляет собой неф с двумя проходами, разделёнными 27 колоннами, и образует сама по себе большую отдельную часть собора.

## Источник
- Pietro Monti, Santa Restituta d’Africa, Coop. Novastampa di Verona per Santuario di S.Restituta V. e M. — Lacco Ameno (NA), 2001
- Aniello Buonocore, S.Restituta Vergine e Martire Africana nella realtà del Martirologio Cristiano, Tipolito Epomeo, 1987
- Pio Franchi de' Cavalieri, Passio SS.Dativi, Saturnini presbyteri et aliorum : cfr. Note agiografiche, Vol.8, Biblioteca Apostolica Vaticana, 1935
- Vittore Di Vita, Storia della persecuzione vandalica in Africa, Città Nuova, 1981